# Calandre antarctique
Pleuragramma antarcticum
Espèce
La Calandre antarctique (Pleuragramma antarcticum) est une espèce de la famille Nototheniidae (poissons perciformes).
Ce poisson de l'Antarctique est adapté au froid extrême des eaux bordant le continent. Le Manchot empereur est l'un de ses prédateurs.
D'une taille habituellement de 15 cm, ce poisson argenté a été spécifié par George Albert Boulenger en 1902.

## Référence
- (en + fr) FishBase : espèce Pleuragramma antarcticum (+ traduction) (+ noms vernaculaires 1 & 2)